# Hachindar Chhish
Der Hachindar Chhish ist ein Berg im Batura Muztagh, einem Teilbereich des Karakorum. 

## Lage
Der Hachindar Chhish erreicht eine Höhe von 6870 m (nach anderen Quellen 7163 m). Er liegt auf einem Bergkamm, der am Batura I von der so genannten „Batura-Mauer“ nach Südsüdwesten abzweigt. 8,56 km ostsüdöstlich befindet sich der Sangemarmar Sar. Dazwischen verläuft der Machuhargletscher in südlicher Richtung. Westlich des Hachindar Chhish verläuft der Baltargletscher nach Südwesten.

## Besteigungsgeschichte
Die Erstbesteigung des Hachindar Chhish gelang am 4. August 1982 einer japanischen Seilschaft vom Machuhargletscher her über die Ostwand. Diese Expedition hatte folgende Mitglieder: Yasuyuki Higashi, Kenji Yoshida, Toshikazu Saito, Kensaku Sakai, Tatsuya Takinami, Kenichi Kimura und Kiyoshi Hayami.